# Der Tunichtgut

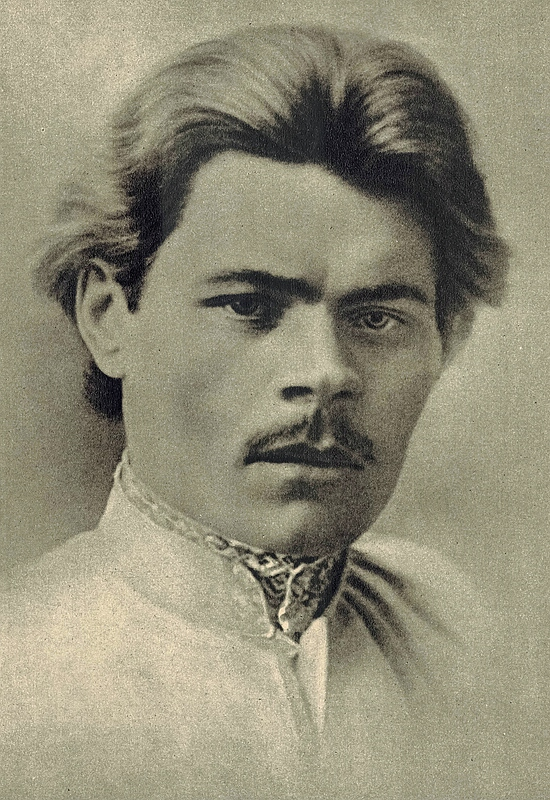
Gorki anno 1889

Der Tunichtgut (russisch Озорник) ist eine Erzählung des russischen Schriftstellers Maxim Gorki aus dem Jahr 1897.

## Inhalt
Dmitri Pawlowitsch Istomin, Redakteur eines liberalen Blattes mit einer Auflage von zweitausend Exemplaren, ist – im Beisein des Verlegers – außer sich. Der Junggeselle Nikolai Semjonowitsch Gwosdew, einer der Setzer, gibt die Tat unumwunden zu: Absichtlich hat Nikolka, wie der Arbeiter genannt wird, ein paar Worte – der Leser erfährt nicht, welche – in einen Zeitungsartikel eingefügt.
Der Redakteur fordert eine Begründung. Nikolka erwidert, Istomin schreibe über Nächstenliebe, schreibe ‚Plündre die Leute nicht aus!‘ Das habe er geraderücken müssen, denn in der Druckerei würden die Arbeiter gelegentlich um ihren Lohn betrogen. Der Verleger hört sich das an und meint, Nikolka sei ein Sozialist. Ihm wird widersprochen. Der „Täter“ sei weiter nichts als ein Tunichtgut, der sogar schon vor dem Friedensrichter gestanden hätte, nachdem er gleich sieben Taubenschläge aufgebrochen habe und sich gefreut hätte, wie die Tauben weggeflogen seien. Und einer Frau habe der gelernte Ofensetzer Nikolka während des Umsetzens ihres Ofen eine Teufelsmusik – bestehend aus einer Flasche mit Quecksilber und Eisenkleinteilen – eingemauert. Fast ein Lithograph, Graveur und Klempner ist der Gespensterfabrikant Nikolka auch, doch im Gegensatz zu seinen Spielkameraden aus Kinderzeiten hat er eben nach der Gemeindeschule nicht das Gymnasium besucht. Einer dieser ehemaligen Spielgefährten ist der Hilfspredigersohn „Mitka, der Diakonswitwe ihrer“ – nun Nikolkas Redakteur Dmitri Pawlowitsch, den er als Vorgesetzten siezt.
Nikolka entschuldigt sich unter vier Augen bei Mitka und motiviert seine „Tat“: „Ich bin gekränkt über die Lage, in der ich mich befinde. Wieso bin ich weniger als ihr? Doch nur durch meinen Beruf. Ich spreche von der Ungerechtigkeit des Lebens.“
Mitka mag das nicht hören und wendet sich seiner redaktionellen Arbeit zu.

## Deutschsprachige Ausgaben
- Der Tunichtgut und andere Erzählungen von Maxim Gorjkij. Deutsch von Alexis von Krusenstjerna[A 1]. Philipp-Reclam-Verlag. RUB 4673, Leipzig um 1900 (1. Aufl.) sowie um 1925. Fraktur, 193 Seiten (101 Seiten)

### Verwendete Ausgabe
- Der Tunichtgut. Deutsch von Georg Schwarz. S. 227–249 in: Maxim Gorki: Erzählungen. Mit einem Vorwort von Edel Mirowa-Florin. 421 Seiten. Bd. 1 aus: Eva Kosing (Hrsg.), Edel Mirowa-Florin (Hrsg.): Maxim Gorki: Werke in vier Bänden. Aufbau-Verlag, Berlin 1977 (1. Aufl.)

## Anmerkung
1. ↑  Ein kleiner biografischer Hinweis auf Alexis von Krusenstjerna findet sich zum Beispiel in Alexander Barclay de Tolly-Weymarn. Zur Herkunft des Familiennamens siehe unter Krusenstern, von in der NDB.